# Карашайський сільський округ
Караша́йський сільський округ (каз. Қарашай ауылдық округі, рос. Карашайский сельский округ) — адміністративна одиниця у складі Мартуцького району Актюбінської області Казахстану. Адміністративний центр — село Каратаусай.
Населення — 842 особи (2021; 1095 у 2009, 1532 у 1999, 1714 у 1989).
Станом на 1989 рік існували Карачаєвська сільська рада (села Каратаусай, Карачаєвка) та Линовицька сільська рада (села Жуса, Комінтерн, Линовицьке). 1997 року до складу сільського округу була приєднана територія ліквідовано Линовицького сільського округу. Села Джуса та Кіяли були ліквідовані 2012 року.

## Склад
До складу округу входять такі населені пункти:
| Населений пункт  | Колишні назви | Населення, осіб (1989) | Населення, осіб (1999) | Населення, осіб (2009) | Населення, осіб (2021) |
| ---------------- | ------------- | ---------------------- | ---------------------- | ---------------------- | ---------------------- |
| Аккайин, село    | Комінтерн     | 636                    | 680                    | 544                    | 409                    |
| Карачаєвка, село | -             | 114                    | -                      | -                      | -                      |
| Каратаусай, село | -             | 615                    | 586                    | 511                    | 433                    |
| --Джуса, село    | Жуса          | 82                     | 22                     | 16                     | -                      |
| --Кіяли, село    | Линовицьке    | 267                    | 244                    | 24                     | -                      |